# Hyagnis
Hyagnis is een kevergeslacht uit de familie van de boktorren (Cerambycidae). De wetenschappelijke naam van het geslacht werd voor het eerst geldig gepubliceerd in 1864 door Pascoe.

## Soorten
Hyagnis omvat de volgende soorten:
- Hyagnis aethiopicus Breuning, 1974
- Hyagnis apicatus Holzschuh, 1984
- Hyagnis basicristatus Breuning, 1949
- Hyagnis bimaculatus Hüdepohl, 1995
- Hyagnis brevipes Breuning, 1939
- Hyagnis chinensis Breuning, 1961
- Hyagnis fistularius Pascoe, 1864
- Hyagnis fruhstorferi Breuning, 1966
- Hyagnis gabonicus Breuning, 1939
- Hyagnis indicus Breuning, 1969
- Hyagnis insularis Báguena & Breuning, 1958
- Hyagnis kashmirensis Breuning, 1939
- Hyagnis lafabreguei Breuning, 1965
- Hyagnis meridionalis Breuning, 1968
- Hyagnis pakistanus Breuning, 1975
- Hyagnis persimilis Breuning, 1939
- Hyagnis philippinensis Breuning, 1966
- Hyagnis spinipes Breuning, 1963
- Hyagnis stramentosa Breuning, 1942
- Hyagnis strandiellus Breuning, 1942
- Hyagnis subtuberculipennis Breuning, 1967
- Hyagnis sumatrensis Breuning, 1982
- Hyagnis tuberculipennis Breuning, 1961
- Hyagnis vagemaculatus Breuning, 1938